# エランブルジュ (メーヌ女伯)
エランブルジュ・デュ・メーヌ（フランス語：Eremburge du Maine, 1096年ごろ - 1126年1月14日）またはエランブルジュ・ド・ラ・フレーシュ（Eremburge de la Flèche）、エランブルジュ・ド・ボージャンシー（Eremburge de Beaugency）は、メーヌ女伯及びシャトー＝デュ＝ロワール（仏語版）女領主（在位：1110年 - 1126年）。内祖母ポーラ・デュ・メーヌはボージャンシーのユーグ家出身であり、エランブルジュはメーヌ家の傍系にあたる。
名はエランブール（Erembourg）あるいはアランブルジュ（Aremburge）と表記されることがあるが、本項目ではエランブルジュの表記で統一する。

## 生い立ち
中世の修道士であり歴史家のオルデリック・ヴィタリス（仏語版）が著した『教会史』第4巻第2章によると、エランブルジュはメーヌ伯エリー1世とその妻マティルドの一人娘として生まれたという。両親に他の子女はいない。母マティルドはシャトー・デュ・ロワール卿ジェルヴェの娘である。父エリー1世は、オルデリック・ヴィタリスの記録に「エリー、ジャンとポーラの息子でありメーヌ領主ユーグの従弟（ラテン語：Helias, Johannis et Paulæ filius, Hugonis Cenomannorum consulis consobrinus）」とあるように、ラ・フレーシュ卿ジャン・ド・ボージャンシー（1097年没）とその妻ポーラ・デュ・メーヌの三男にあたる。
エランブルジュの内祖母にあたる、父エリーの母ポーラはかつてのメーヌ伯エルヴェール1世エヴィル＝シアン（目覚犬伯）の三女にあたり、オルデリック・ヴィタリスの『教会史』第8巻第3章にも、そこにはポーラの名は記されていないが「エルヴェール（filia Herberti）とその妻（名前も系譜も不明の女性）の三女として産まれる」と記されている。

## 生涯
1106年、イングランド王ヘンリー1世は、実兄であるノルマンディー公ロベール2世からノルマンディーを奪った後、父に促されてメーヌ伯領を弱体化させるようになった。
父メーヌ伯エリーはアンジュー伯フルク4世に近付き、娘エランブルジュとアンジューの相続人となるフルクの息子（最初は長男ジョフロワ4世マルテルと婚約、後の1106年に次男フルクに相手を変更）との婚約に合意した。
エリー1世は、没するまでさらに10年間領地を維持した。エリーは『アンデガベンシスのサンクティ・アルビノの年代記（ラテン語：Annale Sancti Albini Andegavensis）』によると1110年7月11日に死去した。
「娘エランブルジュが父の後を継ぎ、その後すぐにアンジュー伯フルク5世と結婚し、メーヌとアンジューが再統一された。」とされている。
イングランド王ヘンリー1世が1069年に実兄ノルマンディー公ロベール2世が喪失したメーヌの統治権を取り戻そうとしたため、外交的解決策が見出されるまで、ノルマンディーとの関係は対立を続けていた。
1119年、エランブルジュと夫アンジュー伯フルク5世は、2人の長女マティルドをヘンリー1世の嫡男で唯一の後継者ウィリアムと婚約させ結婚させたが、1120年にホワイトシップの遭難でウィリアムが事故死したため、和睦の試みは失敗に終わった。
アンジューとノルマンディーの関係はメーヌを巡って再び緊張し、若き日のフルク5世はフランス王ルイ6世と同盟し、イングランド王ヘンリー1世に対抗したが、再び外交的解決が図られた。しかし、その数ヶ月前の1126年1月14日にエランブルジュは死去し、その日を見ることはなかった。
メーヌ伯の称号は夫フルク5世に遺された。
妻を喪ったフルク5世はフランスの領地をすべて息子のジョフロワに譲渡した後、エルサレムに渡り、エルサレム王ボードゥアン2世の長女メリザンド（英語版）（1101年 - 1161年）と再婚した。

## 子女
エランブルジュは夫フルク5世との間に以下4子に恵まれた。
- ジョフロワ5世（1113年 - 1151年） - プランタジネット朝の祖[9]、メーヌ伯、トゥール伯及びアンジュー伯、ノルマンディー公
- エリー（伊語版）[9]（1115年 - 1151年） - メーヌ伯
- マティルド（アリス）（伊語版）[9]（1110年 - 1155年） - イングランド王太子でありノルマンディー公位相続人であったウィリアム・アデリン（1103年頃 -  1120年11月20日）の妃。寡婦となった後、修道女となりフォントヴロー修道院女子修道院長（1149年 - 1155年）となった。
- シビーユ[9]（1112年 - 1165年） - 1123年にノルマンディー公ロベール2世の嫡男フランドル伯ギヨーム・クリトンと結婚。後に1124年に婚姻は無効になり、1139年にフランドル伯ティエリー・ダルザスと再婚した。